# Dreamlinux
Dreamlinux là một bản phân phối Linux của Brazil dựa trên Debian GNU/Linux. nó có thể khởi động như từ live CD,ổ đĩa USB flash, hoặc có thể cài đặt lên ổ cứng. Giao diện của bản phân phối này cố gắng tạo một thanh công cụ hoạt hình làm trung tâm. Tháng 10/2012, Dự án Dreamlinux đã bị ngưng.

## Các phiên bản

### Dreamlinux 2.2 MM GL Edition (2007)
DreamLinux Multimedia Edition 2.2 với AIGLX mặc định cung cấp Beryl-AIGLX, có thể được sử dung ngay sau khi cài đặt lần đầu. Một trong những tính năng chính của nó là khả năng cấu hình AIGLX cho card NVIDIA và ATI tự động. Bản phân phối đã nhận được đánh giá thuận lợi cho sự xuất hiện và chức năng của nó.

### Dreamlinux 3.0 (2008)
Dreamlinux Desktop Edition 3.0 được thiết kế lại hoàn toàn. Nó hỗ trợ một kiến trúc hoàn toàn độc lập, tên Flexiboost, dựa trên các module che. Tính năng cho phép cùng tồn tại của hai (hoặc nhiều hơn) window managers riêng biệt (hiện tại là Gnome và Xfce), cùng chia sẻ các tùy chỉnh hiển thị. Cả hai môi trường làm việc chia sẻ tất cả các ứng dụng có sẵn
In addition to the 700MB iso file (CD image), a 130MB Multimedia Module is also available, including DVD support. This is primarily intended for use when running from USB flash drive, rather than from live-CD mode.

## Dreamlinux 3.5 (2009)
Dreamlinux 3.5 là một bản cập nhật cho các máy tính để bàn Dreamlinux 3.0 gốc. Bản phát hành này sử dụng giao diện XFCE với Gnome Desktop như một sự lựa chọn bổ sung. phát hành này dựa trên Debian Lenny. Bao gồm nhân Linux phiên bản 2.6.28.5 as well as new icons and a new GTK+ theme.
Ngoài ra còn có các tùy chọn để cài đặt trực tiếp vào Ổ USB flash ở hai chế độ.
Live Dream
Chế độ này hoạt động thông qua LiveCD, không lưu những thay đổi.
Persistent Dream
chế độ này hoạt động  thông qua một bản cài đặt trên ổ cứng, lưu lại tất cả các thay đổi về cấu hình đã được thực hiện. Nó được khuyến cáo sử dụng trên ổ đĩa USB có dung lượng 2GB trở lên.

## DreamLinux 5.0 (2013)
DreamLinux 5.0 dựa trên Debian Wheezy 7.0 với Linux kernel 3.1. chỉ có một phiên bản là một file ảnh ISO khoảng 956 MB. Các tính năng cơ bản gồm
- Giao diện Xfce 4.8 với nhìn khá giống với giao diện MAC OS X.
- Môi trường lập trình cho Ruby Lua, Vala, C, C++, Python và Perl
- Các ứng dụng cho máy chủ và mạng: Apache2, PHP5, MySQL, Samba, Netatalk, TorrentFlux, SSH, Bluetooth, Network-Manager, Avahi-Daemon (Bonjour), Preload, Fancontrol, Cpufreqd.
- Các ứng dụng được cài đặt sẵn cho người dùng cuối:[4]

1. Trình duyệt web Chromium.
2. Audio, video codec để chạy các định dạng âm thanh.
3. bộ ứng dụng văn phòng SoftMaker Textmaker, Planmaker và Presentations.
4. Trình chỉnh sửa đồ hoạ"Gimp và InkScape", cùng với quản lý ảnh shotwell và ứng dụng đọc PDF Foxit Reader.

Dreamlinux 5.0 cung cấp các cài đặt mới được gọi là FlexiBoot cho phép người dùng dễ dàng cài đặt Dreamlinux 5.0 vào ổ đĩa USB và sử dụng ở bất cứ đâu, hoặc cài đặt lên ổ cứng.
MKDistro là một tiện ích đơn giản cho phép người dùng xây dựng tùy chỉnh phân phối Dreamlinux và Debian trên của chính chúng.

## Live USB
Một phiên bản Live USB của Dreamlinux có thể được tạo thủ công hoặc nhờ công cụ UNetbootin.